# Поїзд милосердя
«Потяг милосердя» — радянський чорно-білий фільм, поставлений на кіностудії «Ленфільм» в 1964 році режисером Іскандером Хамраєвим. Перша екранізація повісті Віри Панової «Супутники». Прем'єра фільму в СРСР відбулася 22 лютого 1965 року.

## Сюжет
Фільм розповідає про бойові будні санітарного поїзда. «Потяги, які рятують життя» — так називали санітарні ешелони в роки Великої Вітчизняної війни. В одному з таких поїздів вперше зустрілися різні за характером, віком і звичками люди. Чотири роки по дорогах війни курсує поїзд милосердя, евакуюючи з фронту поранених. Бомбардування, кров, смерть, короткі хвилини відпочинку зближують людей, які рятують чужі життя. Всі вони стають однією великою родиною…

## У ролях
- Валентин Зубков — Данилов
- Михайло Єкатерининський — Бєлов
- Емма Попова — Юлія Дмитрівна
- Жанна Прохоренко — Олена Огороднікова
- Євген Лебедєв — Супругов
- Галина Дашевська — Фаїна
- Олена Корольова — Васка Буренко
- Володимир Рецептер — Низвецький
- Анатолій Абрамов — поранений з Пензи
- Ігор Боголюбов — епізод
- Е. Гіоєв — епізод
- Лілія Гурова — Лія Смирнова, медсестра
- Людмила Єгорова — Клава Мухіна
- Павло Кашлаков — епізод
- Лев Лемке — інтендант санітарного поїзда
- Павло Луспекаєв — Лутохін
- Любов Малиновська — перукар
- Марія Мамкіна — Сонечка, дружина Бєлова
- Олександр Мовчан — Даня Огородніков
- Микола Муравйов — поранений в ногу солдат
- Сергій Плотников — Протасов, вагонний майстер
- Валентина Пугачова — мати пораненого
- Георгій Сатіні — член бригади поїзда
- Сергій Зубков — Ванюша, син Данилова
- Станіслав Соколов — поранений з гітарою
- Олександр Суснін — поранений
- Любов Тищенко — буфетниця Фіма
- Аркадій Трусов — Сухоєдов
- Клавдія Хабарова — Дуся, дружина Данилова
- Віктор Чекмарьов — Кравцов
- Олексій Смирнов — старший лейтенант  (в титрах не вказаний)

## Знімальна група
- Автор сценарію — Віра Панова
- Режисер — Іскандер Хамраєв
- Головний оператор — Костянтин Рижов
- Художник — Михайло Іванов
- Композитор — Марат Камілов
- Звукооператор — Семен Шумячер
- Режисери — В. Степанов, Григорій Цорін
- Оператор — Семен Іванов
- Комбіновані зйомки:
  - Художник — І. Денисов
  - Оператор — Микола Покопцев
- Асистенти:
  - режисера — М. Гільбо, М. Дакієв, Л. Кривицька
  - оператора — В. Капустін
- Грим — Є. Борейко

Костюми — Є. Яковлєва
- Декорації — Валерій Юркевич
- Монтажер — Є. Шкультіна
- Редактор — Хейлі Елкен
- Консультанти — В. Віролайнен, А. Спиридонов, А. Широканов
- Текст читає — Ніна Нікітіна
- Директор картини — О. Гавловська